# Coffeyville
Coffeyville es una ciudad ubicada en el de condado de Montgomery en el estado estadounidense de Kansas. En el año 2010 tenía una población de 10295 habitantes y una densidad poblacional de 562,57 personas por km².

## Geografía

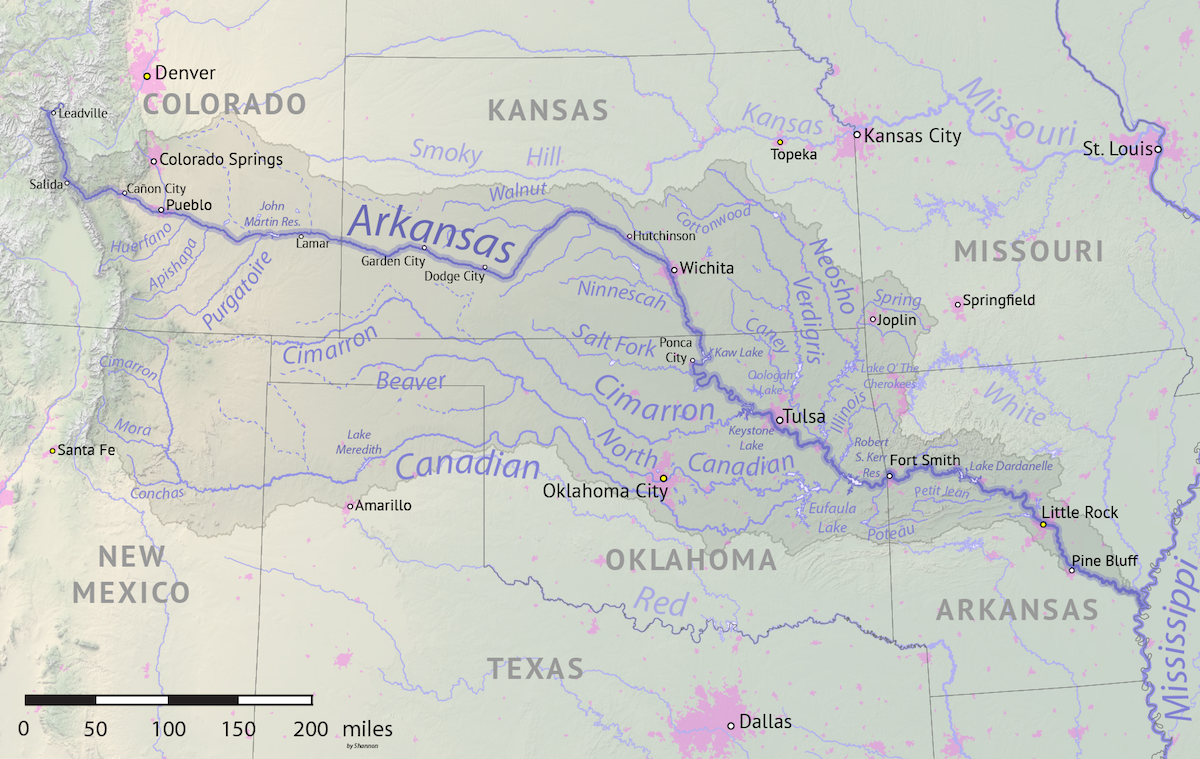
Mapa del río Arkansas en el que aparece —sobre un afluente de su curso medio-bajo— Coffeyville

Coffeyville se encuentra ubicada en las coordenadas 37°2′16″N 95°37′35″O / 37.03778, -95.62639 (37.037708, -95.626438),, al sureste del estado —junto a la frontera con Oklahoma—, sobre un afluente del curso medio-bajo del río Arkansas, afluente del Misisipi.

## Demografía
Según la Oficina del Censo en 2000 los ingresos medios por hogar en la localidad eran de $$25,542 y los ingresos medios por familia eran $33,180. Los hombres tenían unos ingresos medios de $29,199 frente a los $17,940 para las mujeres. La renta per cápita para la localidad era de $15,182. Alrededor del 15.0% de la población estaban por debajo del umbral de pobreza.

## Amazon
En esta ciudad se encuentra uno de los centros de distribución principales de Estados Unidos.